# قائمة الدول الأوروبية ذات السيادة حسب الناتج المحلي الإجمالي للفرد
هذه خريطة و قائمة الدول الأوروبية حسب نصيب الفرد من الناتج المحلي الإجمالي وفق تعادل القدرة الشرائية'.

## خريطة الدول ذات السيادة في أوروبا حسب نصيب الفرد من الناتج المحلي الإجمالي لعام 2023 (تعادل القوة الشرائية) على أساس الدولار الدولي

خريطة توضّح بيانات تقديرية للناتج المحلي الإجمالي على أساس تعادل القوة الشرائية (PPP) للفرد لعام 2023 من صندوق النقد الدولي، كما هو موضح بالدولار الأمريكي الدولي الحالي. Note: this map also includes non-sovereign states.

خريطة تفاعلية تحتوي على بيانات تقديرية للناتج المحلي الإجمالي على أساس تعادل القدرة الشرائية (تعادل القوة الشرائية) للفرد لعام 2023 من صندوق النقد الدولي، بالدولار الأمريكي الدولي الحالي.
| $10,000 – $15,000 $15,000 – $20,000 $20,000 – $30,000 $30,000 – $45,000 $45,000 – $60,000 $60,000 – $90,000 $90,000 – $150,000 |

## جدول الدول ذات السيادة في أوروبا حسب الناتج المحلي الإجمالي (تعادل القوة الشرائية) للفرد
فيما يلي جدول الدول ذات السيادة في أوروبا حسب نصيب الفرد من الناتج المحلي الإجمالي (تعادل القوة الشرائية) بالدولار الأمريكي الدولي. الدول مرتّبة حسب القيم المقدرة لعام 2023.
ملحوظة: الدول العابرة للقارات التي تقع جزئيًا (وليس كليًا) في أوروبا معروضة أيضًا في الجدول، ولكن القيم المعروضة تخص البلد بأكمله.

| الدولة           | 2023    |
| ---------------- | ------- |
| لوكسمبورغ        | 143,304 |
| أيرلندا          | 137,638 |
| سويسرا           | 89,537  |
| سان مارينو       | 84,135  |
| النرويج          | 82,264  |
| الدنمارك         | 74,958  |
| هولندا           | 73,317  |
| آيسلندا          | 69,833  |
| النمسا           | 69,069  |
| أندورا           | 68,233  |
| السويد           | 66,209  |
| ألمانيا          | 66,038  |
| بلجيكا           | 65,813  |
| مالطا            | 63,481  |
| فنلندا           | 59,869  |
| فرنسا            | 58,765  |
| المملكة المتحدة  | 56,836  |
| إيطاليا          | 54,259  |
| قبرص             | 53,931  |
| سلوفينيا         | 51,407  |
| إسبانيا          | 50,472  |
| ليتوانيا         | 49,245  |
| جمهورية التشيك   | 49,025  |
| بولندا           | 45,538  |
| إستونيا          | 45,236  |
| البرتغال         | 45,227  |
| هنغاريا          | 43,601  |
| كرواتيا          | 42,873  |
| سلوفاكيا         | 42,228  |
| تركيا            | 41,881  |
| رومانيا          | 41,029  |
| لاتفيا           | 40,892  |
| اليونان          | 39,864  |
| روسيا            | 35,310  |
| بلغاريا          | 33,780  |
| كازاخستان        | 32,712  |
| الجبل الأسود     | 28,002  |
| صربيا            | 26,074  |
| بيلاروسيا        | 24,017  |
| جورجيا           | 22,357  |
| مقدونيا الشمالية | 21,391  |
| أرمينيا          | 19,745  |
| البوسنة والهرسك  | 19,634  |
| ألبانيا          | 19,556  |
| أذربيجان         | 16,694  |
| مولدوفا          | 16,916  |
| كوسوفو           | 15,767  |
| أوكرانيا         | 14,304  |

^e تقديرياً